# Occupy Nigeria

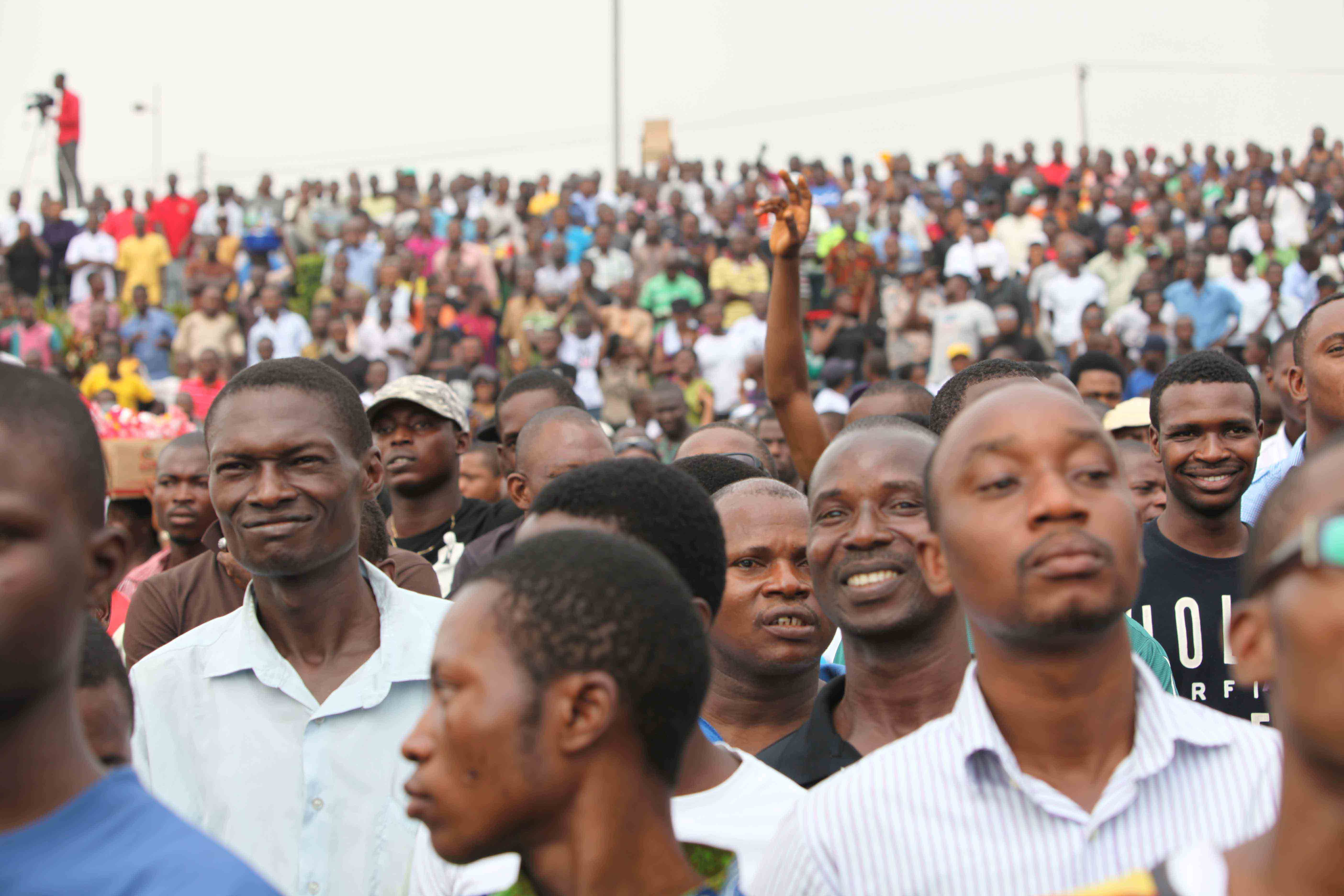
Occupy Nigeria Kundgebung im Gani Fawehinmi Park, Ojota

Occupy Nigeria ist eine Serie von Protesten gegen die Einstellung der Ölsubventionen durch die Regierung von Goodluck Jonathan am 1. Januar  2012 in Nigeria. 
Obwohl Nigeria Afrikas größter Rohöl-Exporteur ist, ist es auf Importe von raffinierten Motorenbenzin aus dem Ausland angewiesen. Täglich werden etwa 2,4 Millionen Barrel Rohöl exportiert. Die nationalen Raffinerien wurden vor allem durch die weit verbreitete Korruption im Land vernachlässigt. Infolgedessen kann Nigeria trotz der großen Ölvorkommen den eigenen Benzinbedarf nicht decken und muss 70 % importieren, um die Versorgung zu gewährleisten.
Über Nacht hat sich der Benzinpreis mehr als verdoppelt. Von 65 Naira (~0,30 €) pro Liter Ende 2011, auf mindestens 141 naira (~0,70 €) am 1. Januar 2012.